# Муртазін Муса Лутович
Муртазін Муса Лутович (башк. Мортазин Муса Лот улы, 20 лютого (4 березня) 1891, Кучуково Кубеляк-Телевська волость, Верхнєуральський повіт, Оренбургська губернія — 27 вересня, 1937, Москва) — видатний військовий діяч, активний учасник громадянської війни в Росії, діяч башкирського національного руху, комбриг.

## Життєпис
З 1912 р. на військовій службі у Владивостоці.
З 1913 р. - служба на остров Руський.
З 1914-1917 рр. - учасник І Світової війни. Отримав звання: молодший фейєрверкер, бомбардир, молодший ефрейтор.
У травні 1917 р. брав участь у Всеросійському мусульманському з'їзді, у грудні — у III Всебашкирському установчому з'їзді.
З травня 1918 р. - член Тимчасової революційної ради Башкортостан.
18–19 лютого 1919 р.за рішенням Башкирського урядуразом зі своїм полком перейшов на сторону червоних і у складі 20-ї Пензенської стрілецької дивізії почав боротьбу з білими, потім організував заколот і 23 березня 1919 р. разом з військовими башкирами перейшов до білих.
З 13 квітня до 25 серпня 1919 р. був командиром Башкирської кавалерійської бригади в армії Колчак.
Брав участь у радянсько-польська війна.
1920 р. - вступив РКП(б).
У 1920-1922 рр. бул наркомом військових справ БАРСР, головою БашЦВК. 
У 1924 р. закінчив Московська вища військово-педагогічна школа, а в 1927 р. — Військова академія імені М. В. Фрунзе і був у резерві Головного управління РСЧА.
У січні 1928 р. призначений командиром 3-ї бригади 11-ї кавалерійської дивізії РСЧА,  у березні 1928 р. — командиром 8-ї кавалерийскої дивізії.
В 1928-1937 рр.. - працював у Народний комісаріат оборони СРСР у званні комбрига.
Репресований як башкирський буржуазний націоналіст.
В 1937 р. арештований і розстріляний. Реабілітований в 1956 р.

## Нагороди
Нагороджений трьома орденами Бойового Червоного прапора: 3.11.1920, знак ордена № 5091; 31.12.1921, знак ордена № 98), почесною революційною зброєю (1920; 1929).